# Substitutionsmuster
Die Substitutionsmuster sind Teil der chemischen Nomenklatur und beschreiben die relativen Positionen der Substituenten in  aromatischen Kohlenstoffgerüsten.

## ortho,meta,para

Substitutionsmuster am Aromaten

Die griechischen Vorsilben ortho (von altgriechisch ὀρθός orthós „aufrecht, gerade“), meta (von μετά metá „inmitten, zwischen“) und para (von παρά pará „gegen[über]“) bezeichnen in der Organischen Chemie die Position eines Zweitsubstituenten im Verhältnis zum Erstsubstituenten, üblicherweise am Benzolring.
| |          |          |             |
| o-Kresol | m-Kresol | p-Kresol | Kresole (*) |
| (*) Die gezeigte generische Struktur kann sowohl für ein Isomerengemisch als auch für ein nicht genauer definiertes der drei Isomere stehen. |          |          |             |

Die Begriffe werden als Deskriptor vor den Molekülnamen gesetzt. Häufig werden sie auch abgekürzt als  o- (für ortho), m- (für meta) und p- (für para) verwendet. Ortho bezeichnet eine 1,2-, meta eine 1,3- und para eine 1,4-Substitution. Weitere Isomere gibt es nicht: Das Produkt einer 1,5-Substitution ist das Spiegelbild des Produkts einer 1,3-Substitution und mit diesem identisch. Die Begriffe entsprechen nicht den Nomenklatur-Empfehlungen der IUPAC, blieben aber in Form zahlreicher Trivialnamen im Sprachgebrauch des Chemikers bis heute erhalten. So ist beispielsweise der Trivialname p-Xylol weitaus üblicher als die korrekte Bezeichnung 1,4-Dimethylbenzol.

## vicinal(vic.),geminal(gem.),asymmetrisch(asym.),symmetrisch(sym.)
In der Chemie bedeutet vicinal (lateinisch vicinus „Nachbar“), dass zwei funktionelle Gruppen an zwei benachbarten Kohlenstoffatomen gebunden sind. Diese Bezeichnung wird aber auch auf die 1,2,3-trisubstituierten Aromaten übertragen (z. B. Pyrogallol). Wenn zwei funktionelle Gruppen an dasselbe Kohlenstoffatom gebunden sind, wird dies als geminales Substitutionsmuster bezeichnet (lateinisch geminus „doppelt, zweifach“), was bei aromatischen Verbindungen nicht vorkommen kann, jedoch bspw. bei Bromalkanen.
|                                                           |                                                                    |                                                             |
| Pyrogallol, 1,2,3-Trihydroxybenzol, vic.-Trihydroxybenzol | Hydroxyhydrochinon, 1,2,4-Trihydroxybenzol, asym.-Trihydroxybenzol | Phloroglucin, 1,3,5-Trihydroxybenzol, sym.-Trihydroxybenzol |

## ipso,meso,peri
- Die ipso-Substitution (lateinisch ipse „selbst“) drückt aus, dass zwei Substituenten denselben Platz im Ring einnehmen, z. B. als Übergangszustand bei einer elektrophilen aromatischen Substitution.
- Die meso-Substitution (altgriechisch μέσος mésos „mittig, mittlerer“) bezieht sich auf Substituenten, die in benzylischer Position sitzen.
- Die peri-Substitution (altgriechisch περί perí „um […] herum, gegen[über]“) ist ein Spezialfall bei Naphthalinen für Substituenten in der 1- und 8-Position.[1]
- Die Vorsilbe meso- wird auch zur Bezeichnung symmetrischer Molekülformen mit mehreren (geradzahligen), sich gegenseitig kompensierenden, stereogenen Zentren, z. B. meso-Weinsäure benutzt.[2]

|                   |                   |                   |
| ipso-Substitution | meso-Substitution | peri-Substitution |

## cineundtele
- Die cine-Substitution (altgriechisch κινεῖν kineín „bewegen“ [Stamm: kine-]) beschreibt die neue Position der Eintrittsgruppe am benachbarten Atom der Position der Abgangsgruppe.[3]
- Die tele-Substitution (τῆλε tḗle „fern“) tritt auf, wenn die neue Position der Eintrittsgruppe weiter als ein Atom von der Position der Abgangsgruppe entfernt ist.[4]